# Висипівці
Ви́сипівці — село в Україні, у Озернянській сільській громаді Тернопільського району Тернопільської області. Адміністративний центр колишньої  Висиповецької сільської ради, якій були підпорядковані села Воробіївка, Кокутківці, Серединці. Розташоване на річці Нестерівка, на заході району.
Населення — 270 осіб (2003).

## Історія
Поблизу Висипівців виявлено курганний могильник часів Київської Русі.
Перша писемна згадка — 1785.
З 1925 до 1927 року у місцевій церкві правив греко-католицький парох Микола Цегельський. Тут була його перша парафія у сані священика. Після Висиповець він перевівся в село Сороки Гримайлівського повіту.
12 червня 2020 року, відповідно до розпорядження Кабінету Міністрів України № 724-р «Про визначення адміністративних центрів та затвердження територій територіальних громад Тернопільської області» увійшло до складу Озернянської сільської громади.
19 липня 2020 року, в результаті адміністративно-територіальної реформи та ліквідації Зборівського району, село увійшло до складу Тернопільського району.

## Пам'ятки
Є церква святої Преподобної Параскеви(1867; мурована).
Споруджено пам'ятники:
- на честь скасування панщини
- воїнам-односельцям, полеглим у німецько-радянській війні (1974).

## Соціальна сфера
Діють загальноосвітня школа І-ІІІ ступенів, клуб, бібліотека, ФАП.

## Галерея

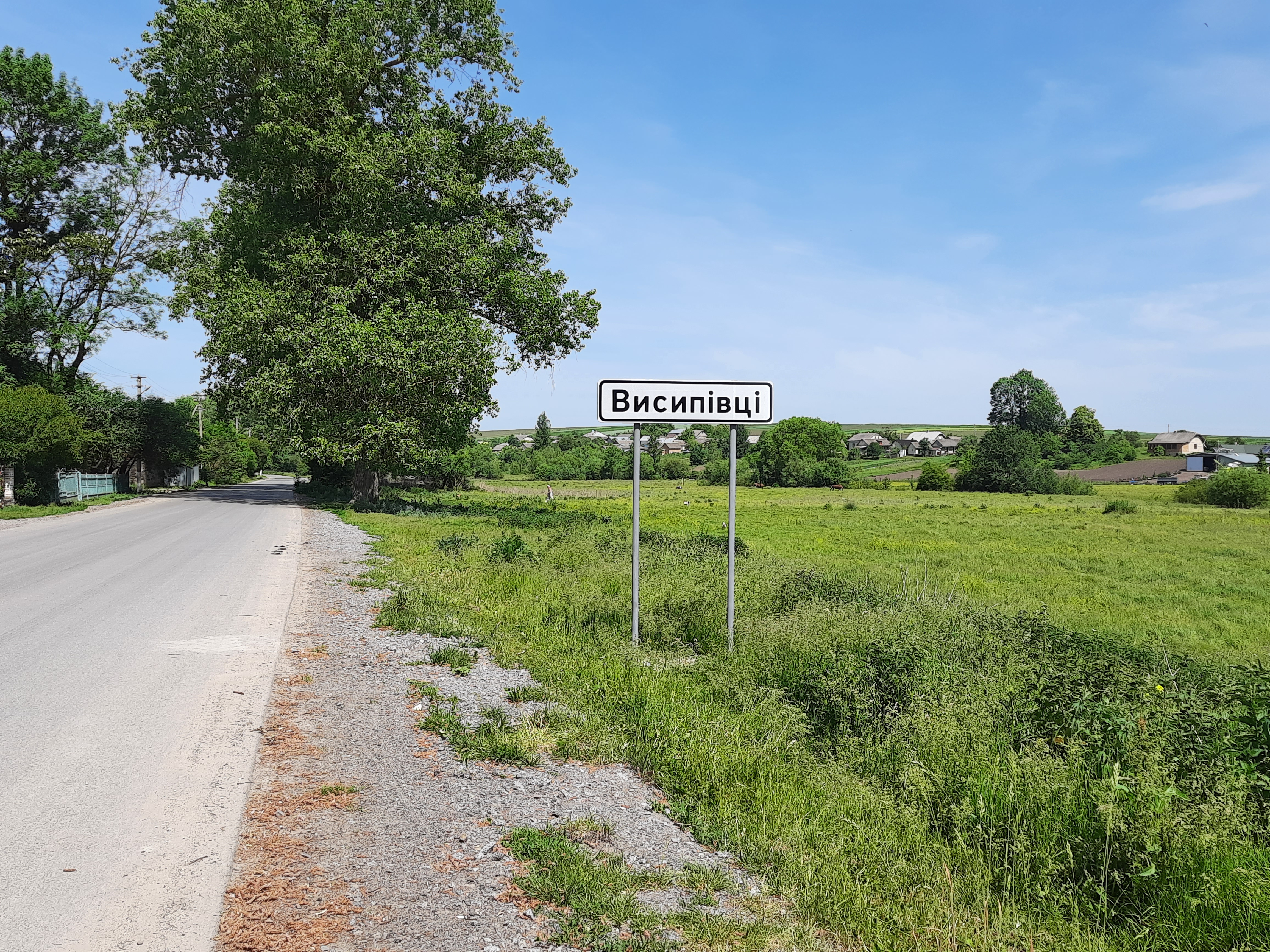
Дорожній знак при в'їзді в село
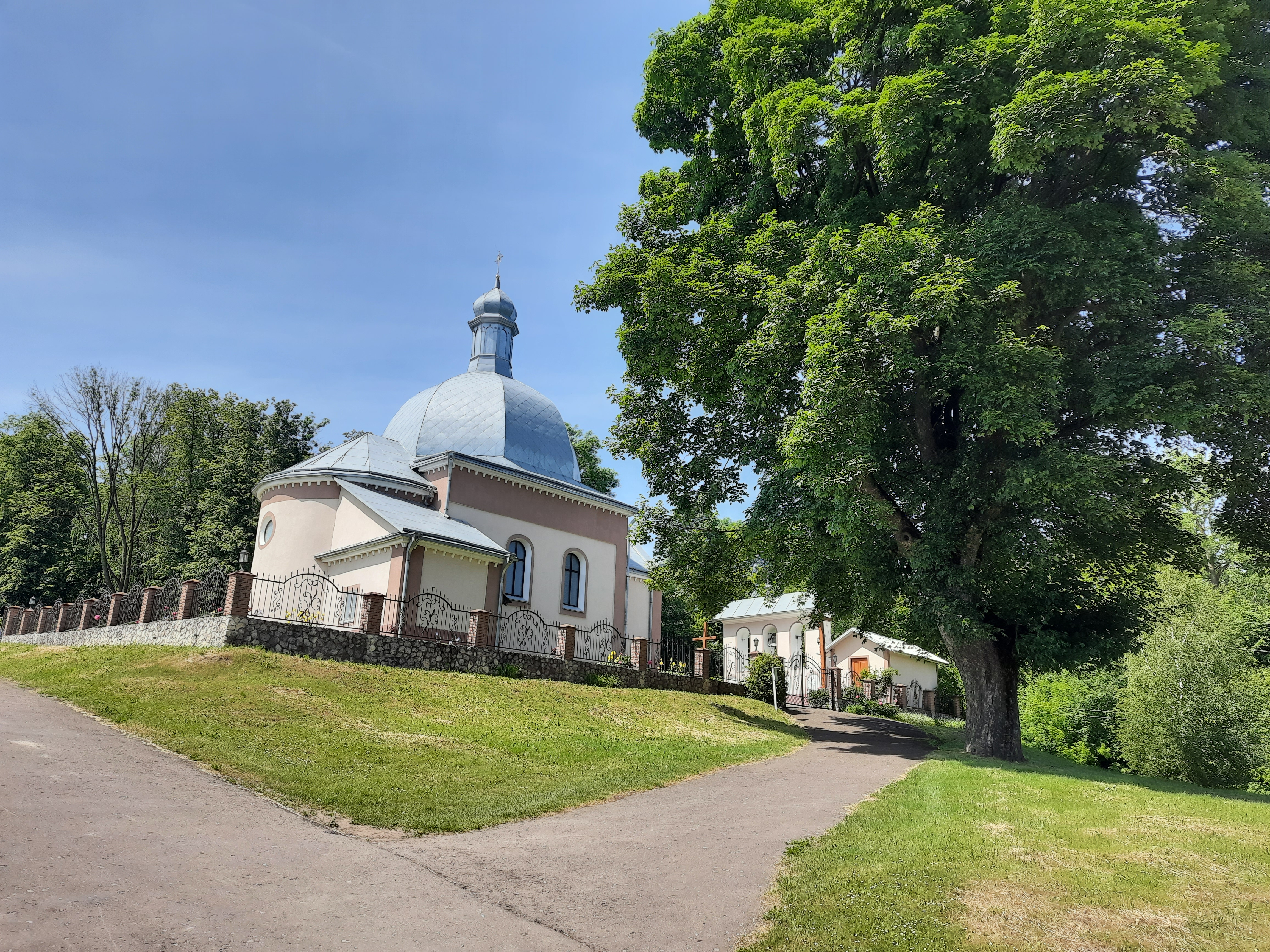
Церква святої Преподобної Параскеви
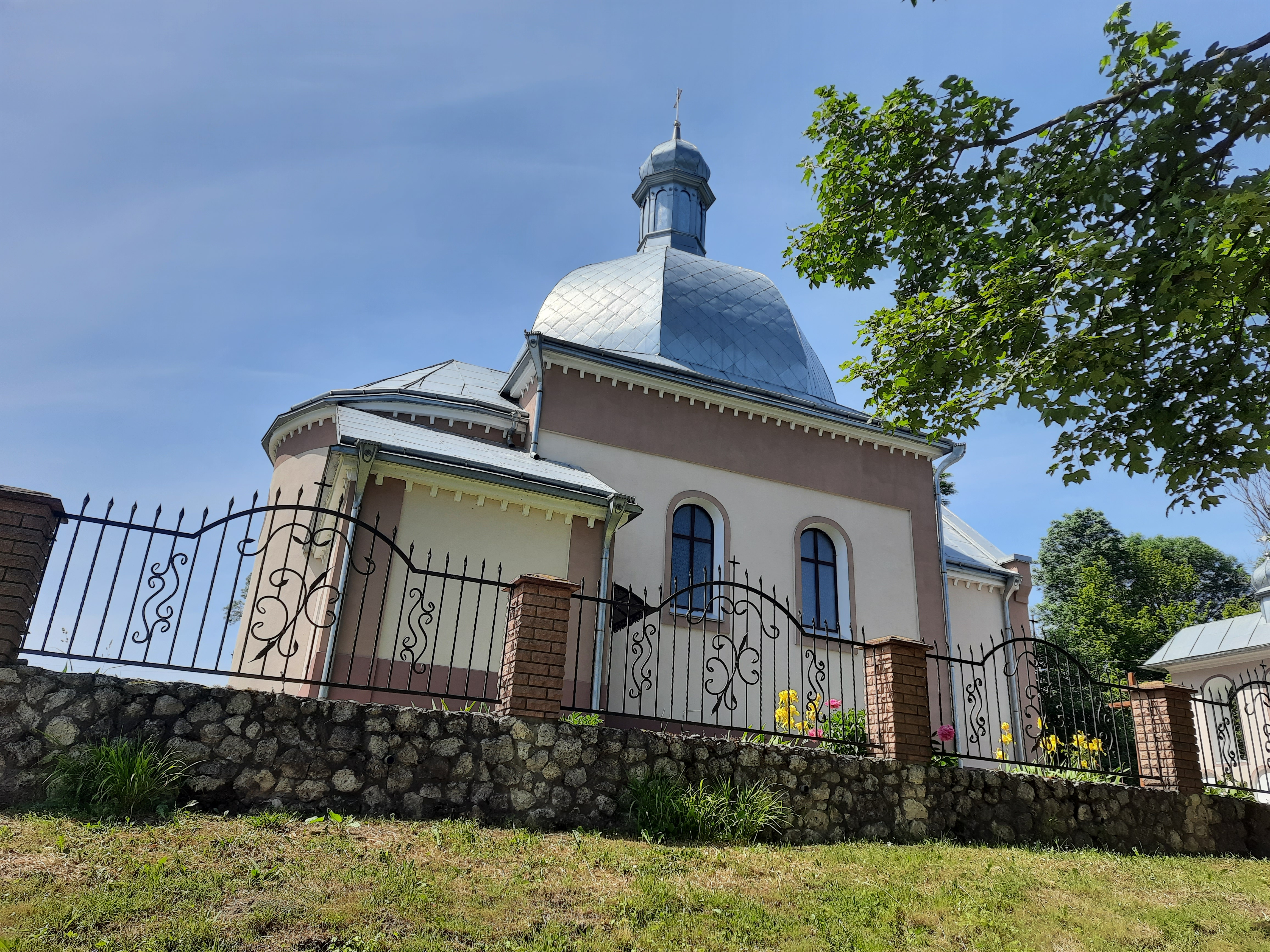
Церква святої Преподобної Параскеви
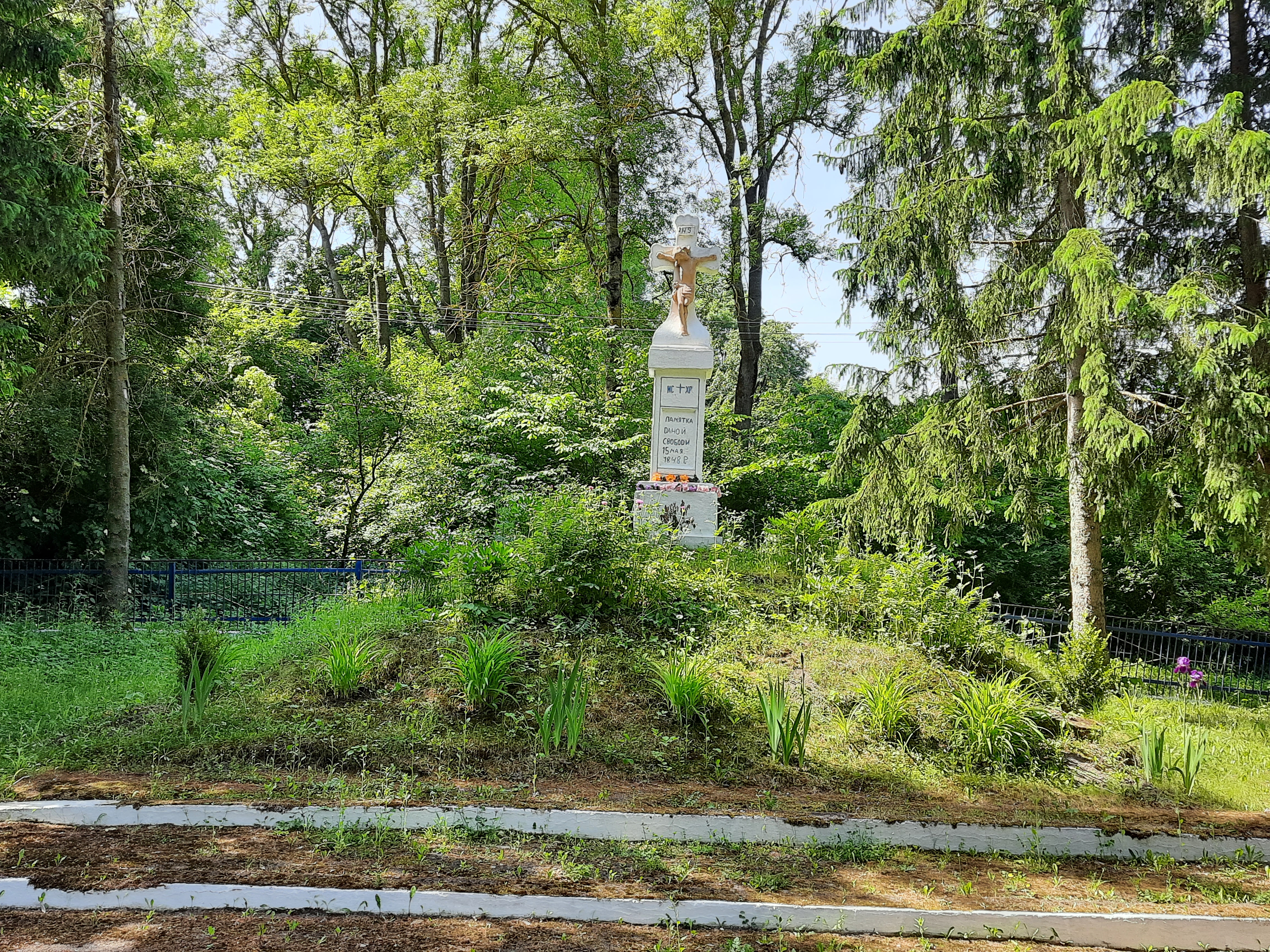
Пам'ятний знак  на честь скасування панщини
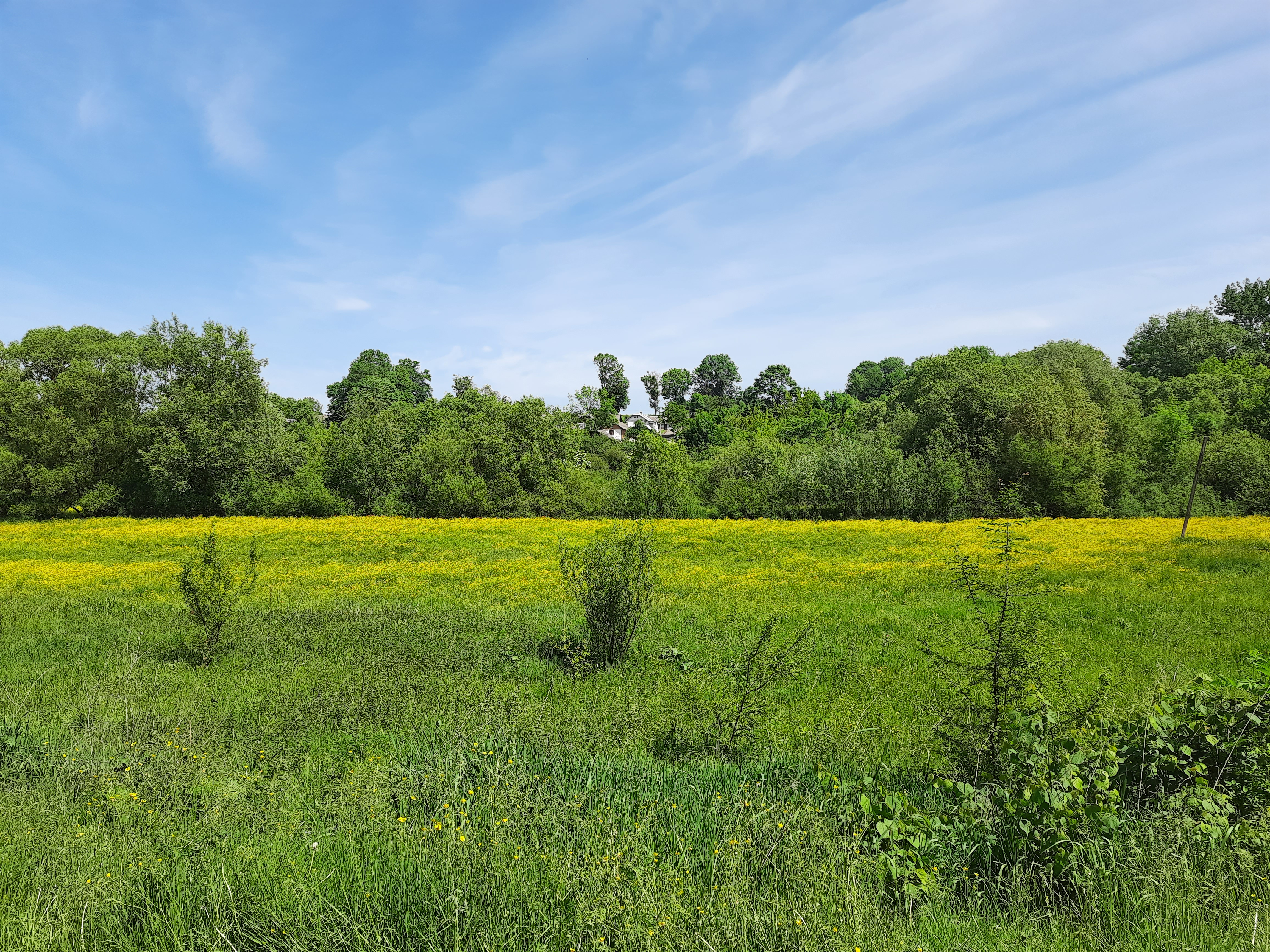
Краєвид біля села